# Марија М. Јовановић
Марија М. Јовановић (1977, Прокупље) је српска педагошкиња и редовна професорка на Филозофском факултету Универзитета у Нишу. Од 2024. године обавља функцију управнице Департмана за педагогију. Њена наставна и истраживачка делатност обухвата области педагогије, дидактике, докимологије, интерактивних метода у настави и педагошког рада са даровитим ученицима.
Учествовала је у реализацији бројних пројеката, укључујући и пројекат Министарства за науку, технолошки развој и иновације Републике Србије „Афирмација педагошке теорије и праксе у савременом друштву“. Чланица је стручних комисија Министарства просвете, науке и технолошког развоја, председница комисије за полагање испита за лиценцу за стручне сараднике – педагоге и чланица комисије за испит за лиценцу наставника предметне наставе.
Рецензент је у домаћим и страним часописима, налази се на листи рецензената НАТ-а и Агенције за акредитацију високошколских установа Републике Српске, као и на листи експерата Агенције за контролу и обезбеђење квалитета високог образовања Црне Горе. Спољни је сарадник Завода за вредновање квалитета образовања и васпитања.

## Биографија
Марија Јовановић ради на Филозофском факултету Универзитета у Нишу од децембра 2002. године. Дипломирала је 2001. године на Филозофском факултету у Косовској Митровици, магистрирала 2008, а докторирала 2012. године на Филозофском факултету у Новом Саду. У звање редовног професора изабрана је 2023. године.

## Наставна делатност
Током своје академске каријере држи наставу на основним и мастер академским студијама, а гостује и на докторским студијама. Предмети: 
- Педагогија
- Основи дидактике
- Дидактика I и II
- Докимологија
- Интерактивне методе у настави
- Вештине демократске комуникације у настави
- Дидактика даровитих

## Научни рад
Ауторка је и коауторка бројних научних и стручних радова објављених у водећим националним и међународним часописима, као и у зборницима са научних скупова. Ауторка је универзитетског уџбеника Основи дидактике (2022). Према Google Scholar-у има преко 300 цитата.

## Изабрани радови
- Јовановић, М. (2022). Основи дидактике[8]. Ниш: Филозофски факултет.
- Јовановић, М., Димитријевић, Д. (2021). Препреке у реализовању наставе на даљину током пандемије изазване вирусом covid-19: перспектива наставника[9]. Зборник Института за педагошка истраживања, 53(1), 7–66.